# هالدور جون هانسون
هالدور جون هانسون (بالإنجليزية: Haldor Johan Hanson)‏ هو كاتب ترانيم أمريكي، ولد في 24 يونيو 1856، وتوفي في 14 ديسمبر 1929.